# Volver (canción de SFDK)
Volver es una canción del grupo sevillano SFDK publicado el 12 de mayo de 2017 a través de SFDK Records y Boa Música. Fue producido por Acción Sánchez y escrito por Zatu.

## Contexto
Como cuentan el propio grupo, el tema ”Volver” es un tema exclusivo diseñado por la banda con motivo del 30.º aniversario de la mítica sala de conciertos sevillana Fun Club, una sala de conciertos en el que iba a presentar su maqueta Esto va en serio en 1996. Está incluido en un CD recopilatorio que los responsables de la sala se encargaron de distribuir entre colaboradores y amigos. En dicho tema se narra el porqué del vínculo entre la banda y la sala que les dio cobijo al iniciar su periplo musical.También, mencionan a grupos/artistas de Sevilla como Triana, Raimundo Amador o Silvio.

## Créditos
- Música: Acción Sánchez
- Arreglos de guitarra: Jaime Ladrón
- Letra: Zatu Rey
- Coros estribillo: Alba Bermejo
- Grabado por Acción Sánchez
- Mezcla y masterización: Niggaswing

## Videoclip
El videoclip se encuentra en la propia sala del Fun Club. La edición está a cargo de Javi Leira.

## Versiones
El 1 de marzo de 2024, la banda de punk rock Reincidentes, se junta con el dúo sevillano para versionar dicho tema debido a que ellos en 1986 se juntaron en la misma sala que SFDK, el Fun Club de Sevilla. Fue publicada junto a Maldito Records 